# Grabowskia
Grabowskia  es un génerode plantas de la subfamilia Solanoideae, familia de las solanáceas (Solanaceae). Comprende siete especies nativas de Sudamérica.

## Especies
- Grabowskia ameghinoi Speg.
- Grabowskia boerhaaviifolia (L. f.) Schltdl.
- Grabowskia duplicata Arn.
- Grabowskia glauca I.M.Johnst.
- Grabowskia lindleyi Sendtn.[2]
- Grabowskia megalosperma Speg.
- Grabowskia obtusa Arn.
- Grabowskia schizocalyx Dammer
- Grabowskia sodiroi Bitter
- Grabowskia spegazzinii Dusén

## Sinonimia
- Pukanthus